# Friedberg (Beieren)
Friedberg  is een gemeente in de Duitse deelstaat Beieren, en maakt deel uit van het Landkreis Aichach-Friedberg.
Friedberg telt 29.916 inwoners. Doordat de stad in de twee wereldoorlogen niet al te veel schade heeft opgelopen behoort ze tot de weinige steden in Duitsland die nog grotendeels gaaf bewaard zijn.

## Geboren in Friedberg
- Balthasar Hubmaier (1485-1528), kerkhervormer (anabaptist)

Adelzhausen ·
Affing ·
Aichach ·
Aindling ·
Baar ·
Dasing ·
Eurasburg ·
Friedberg ·
Hollenbach ·
Inchenhofen ·
Kissing ·
Kühbach ·
Merching ·
Mering ·
Obergriesbach ·
Petersdorf ·
Pöttmes ·
Rehling ·
Ried ·
Schiltberg ·
Schmiechen ·
Sielenbach ·
Steindorf ·
Todtenweis